# Stéphanie Cottel
Stéphany Cottel, née le 17 février 1972 à Charens, est une gymnaste rythmique française.
Elle commence la gymnastique rythmique à l'âge de 13 ans. Elle est sacrée championne de France du concours général en 1987, en 1988 et en 1990,. 
Elle participe aux Jeux olympiques d'été de 1988 à Séoul où elle arrive deuxième du groupe B derrière la Canadienne Mary Fusezi. 
Elle part s'entrainer en Bulgarie de 1989 à 1991. 
Elle sera la 1ère représentante française à participer à une coupe du monde (Bruxelles 1990) où elle obtient la 11ème place.
Très appréciée pour son côté artistique, son charisme et sa technique à l'engin, cette gymnaste sera contrainte de mettre un arrêt à sa carrière pour cause de blessure survenue lors d'un entrainement quotidien à Sofia (BUL). 